# Kościół św. Jakuba Apostoła w Trnawie
Kościół św. Jakuba Starszego Apostoła (też: kościół franciszkański; słow. Kostol svätého Jakuba) – kościół obrządku rzymskokatolickiego w mieście Trnawa w zachodniej Słowacji. Klasztorny dla przylegającego do niego klasztoru franciszkanów.

## Położenie
Znajduje się w zabytkowym centrum Trnawy, na zachód od głównego placu miasta (Trojičné námestie), pod adresem ul. Františkánska 1.

## Historia
Na miejscu dzisiejszego zespołu klasztorno-kościelnego prawdopodobnie na początku XIII w. stał klasztor innego zakonu, przypuszczalnie opactwo cysterskie lub benedyktyńskie. Pierwsza wzmianka o pobycie franciszkanów w mieście pochodzi z 1224 r. Początkowo osiedli oni w niewielkim domu zakonnym, stojącym w rejonie dzisiejszego szpitalnego kościoła św. Heleny. Prawdopodobnie w 1239 r. zajęli oni opuszczony obiekt, stojący w pobliżu zachodniej bramy miejskiej (obecnie Bernolákova brána), po czym przebudowali go w stylu gotyckim.
Obecny kościół zaczęto wznosić w 1632 r. na miejscu poprzedniej budowli. Ukończono go w 1640 r. Pierwotną symetrię świątyni naruszyła w 1699 r. dobudowa kaplicy św. Antoniego. Po pożarze w końcu XVII w. odbudowę kościoła ukończono w 1712 r. Świątynię uroczyście poświęcono 1 września 1714 r.

## Architektura
Kościół jednonawowy, murowany, z czworoboczną wieżą częściowo wtopioną w korpus od frontu. Nie jest orientowany: trójbocznie zamknięte prezbiterium skierowane jest ku zachodowi, a front w stronę miasta, ku wschodowi. Nawa i prezbiterium nakryte dachami dwuspadowymi, krytymi dachówką. Wieża, podzielona na trzy kondygnacje wydatnymi gzymsami, zwieńczona jest barokowym, cebulastym hełmem z latarnią. Kościół ma długość 54,4 m. Szerokość nawy wynosi 16,9 m, a jej wysokość 16,8 m. Maksymalna szerokość prezbiterium wynosi 11,4 m, a jego wysokość 15,3 m.